# Umiak

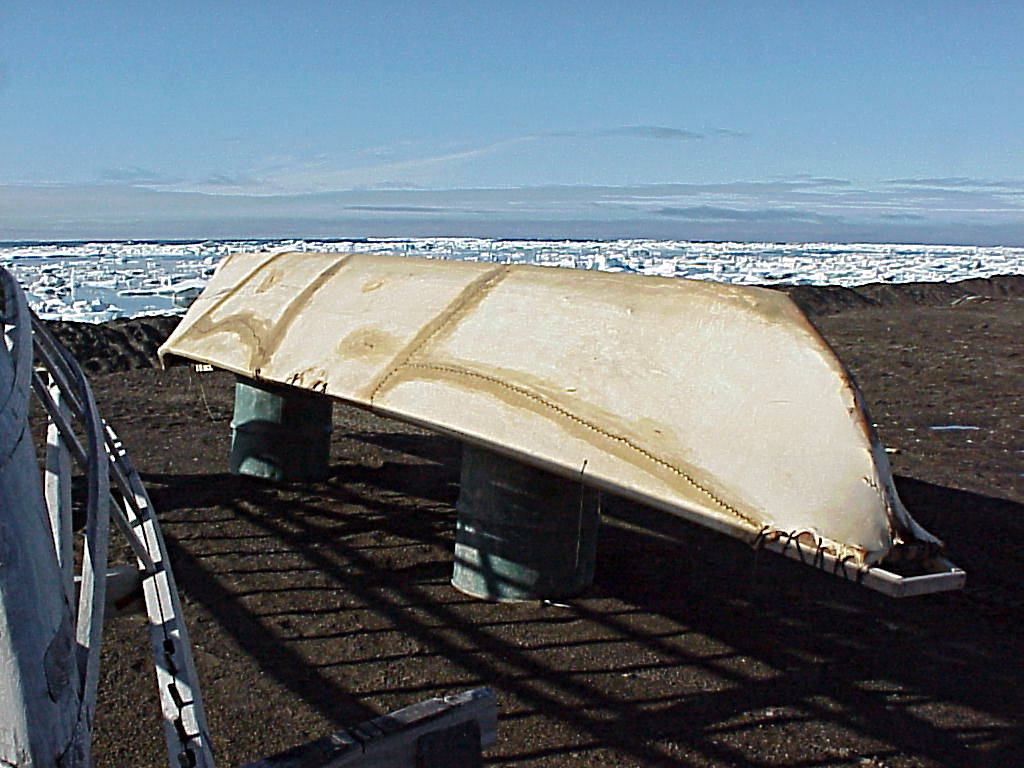
Umiak a Barrow, Alaska

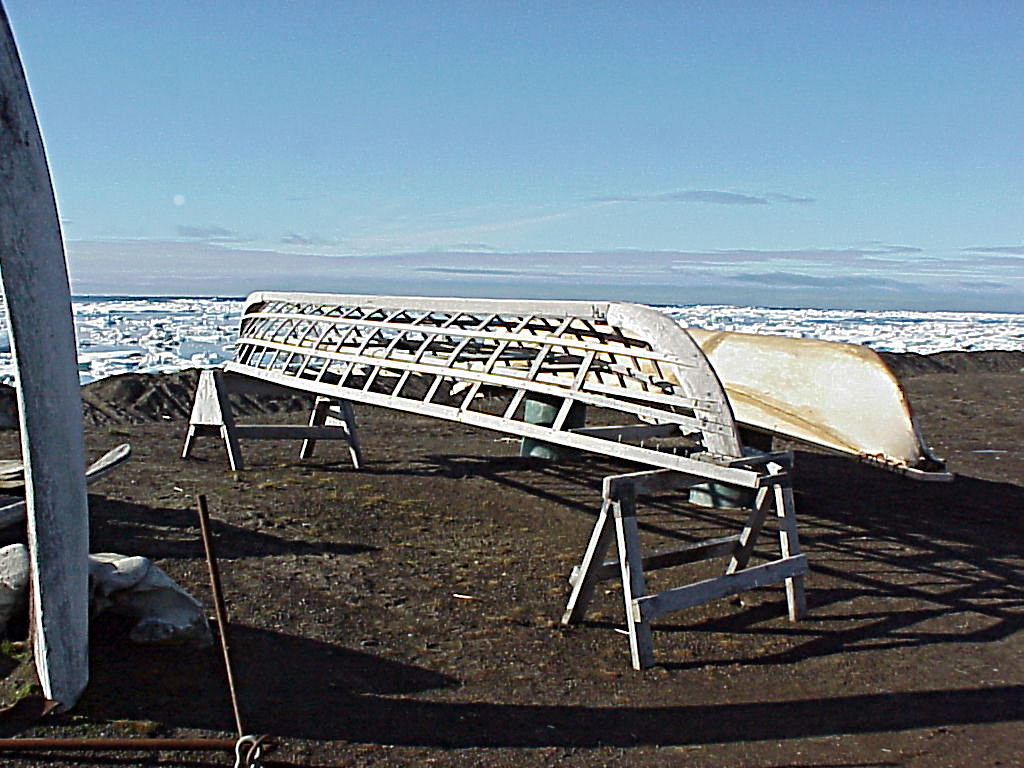
Estructura o costellam d'un umiak a Barrow, Alaska

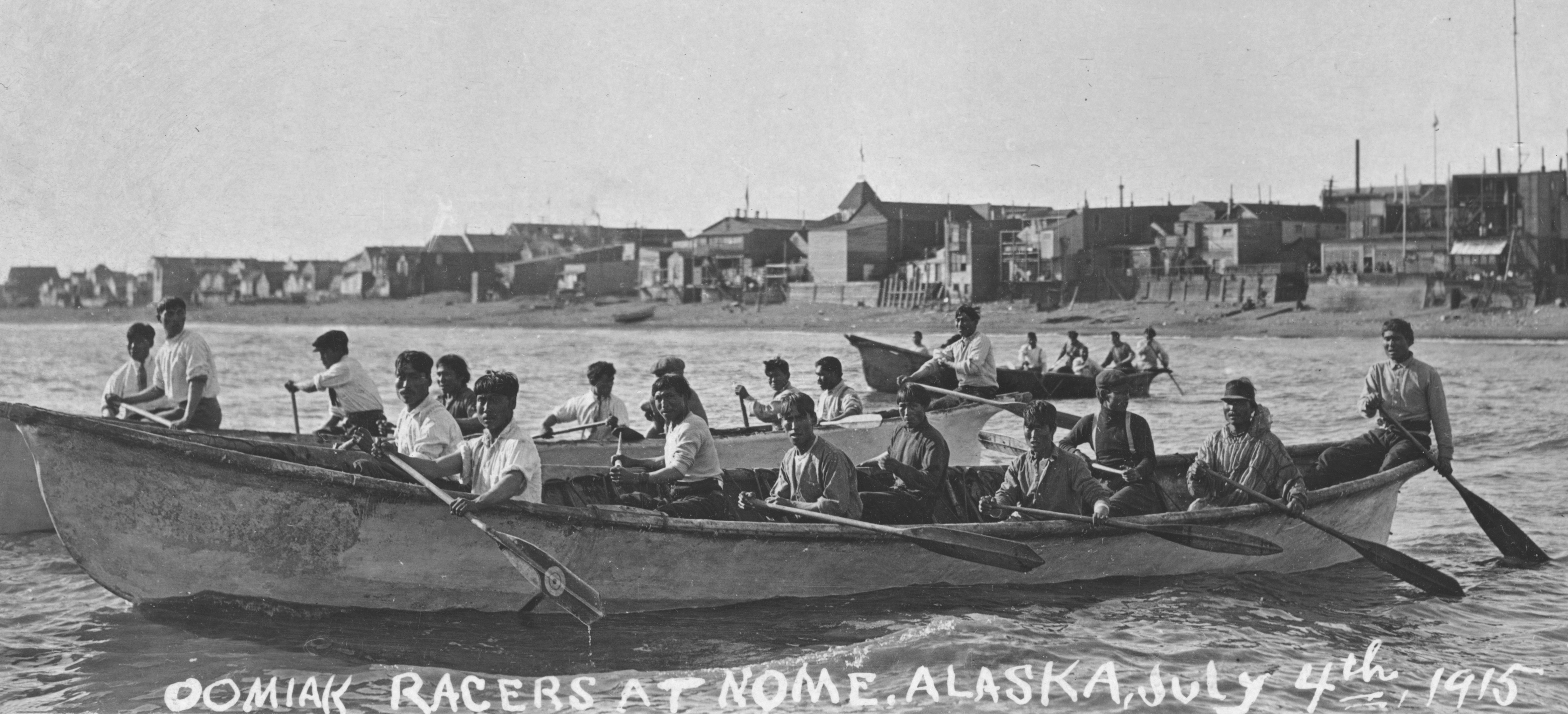
Regates d'umiaks. Nome (Alaska), 1915.

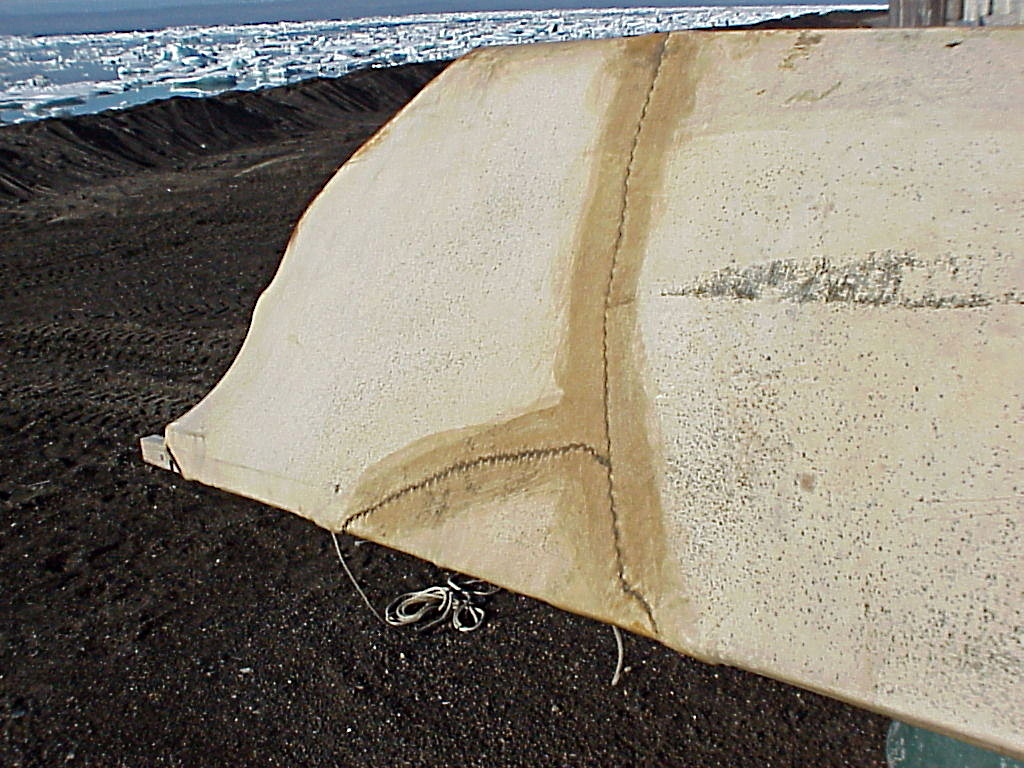
Detall de les costures.

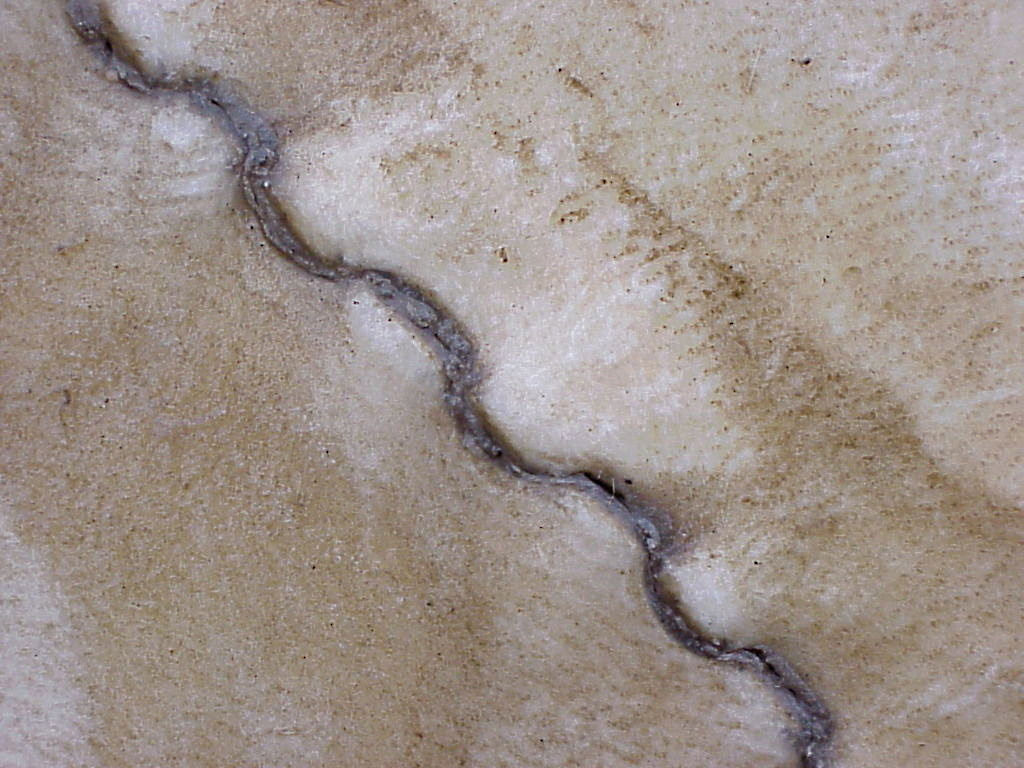
Detall ampliat de les costures. Vista des de l'exterior.

Un umiak (també anomenat umialak, umiaq, oomiac, oomiak…) és un tipus d'embarcació usada pels esquimals (tant pels yupik com pels inuit). La seva àrea de distribució abastava les costes de Sibèria fins a Groenlàndia. "Umiak" vol dir "barca de dona", mentre que "kayac" significa "barca d'home".
El sistema de construcció és el mateix que el del caiac. Sobre una estructura de fusta (feta a partir de fustes arrossegades pel mar) o d'ossos de balena s'estén i s'ajusta un folre de pell. Pell de morsa -a Alaska- o de foca barbada (Erignathus barbatus) en altres indrets.
Les peces de l'estructura s'unien mitjançant clavilles i fortes lligades. Els umiaks tradicionals només empraven materials naturals. En els umiaks moderns s'usen perns i cargols metàl·lics.
Un umiak és molt més gran que un caiac. Acostuma a tenir entre 6 m i 10 m d'eslora, amb una capacitat per a fins a 20 persones. Es necessiten unes set pells per a folrar un umiak de 9 metres d'eslora.
Tradicionalment es feia servir per a desplaçaments de persones i material a l'estiu i per a caçar balenes i morses.